# Francesco Niccolini
Francesco Niccolini (Florence, 1639 – Parijs, 4 februari 1692) was een Italiaans prelaat in bestuurlijke en diplomatieke functies in de Pauselijke Staat. Hij was in titel aartsbisschop.

## Levensloop

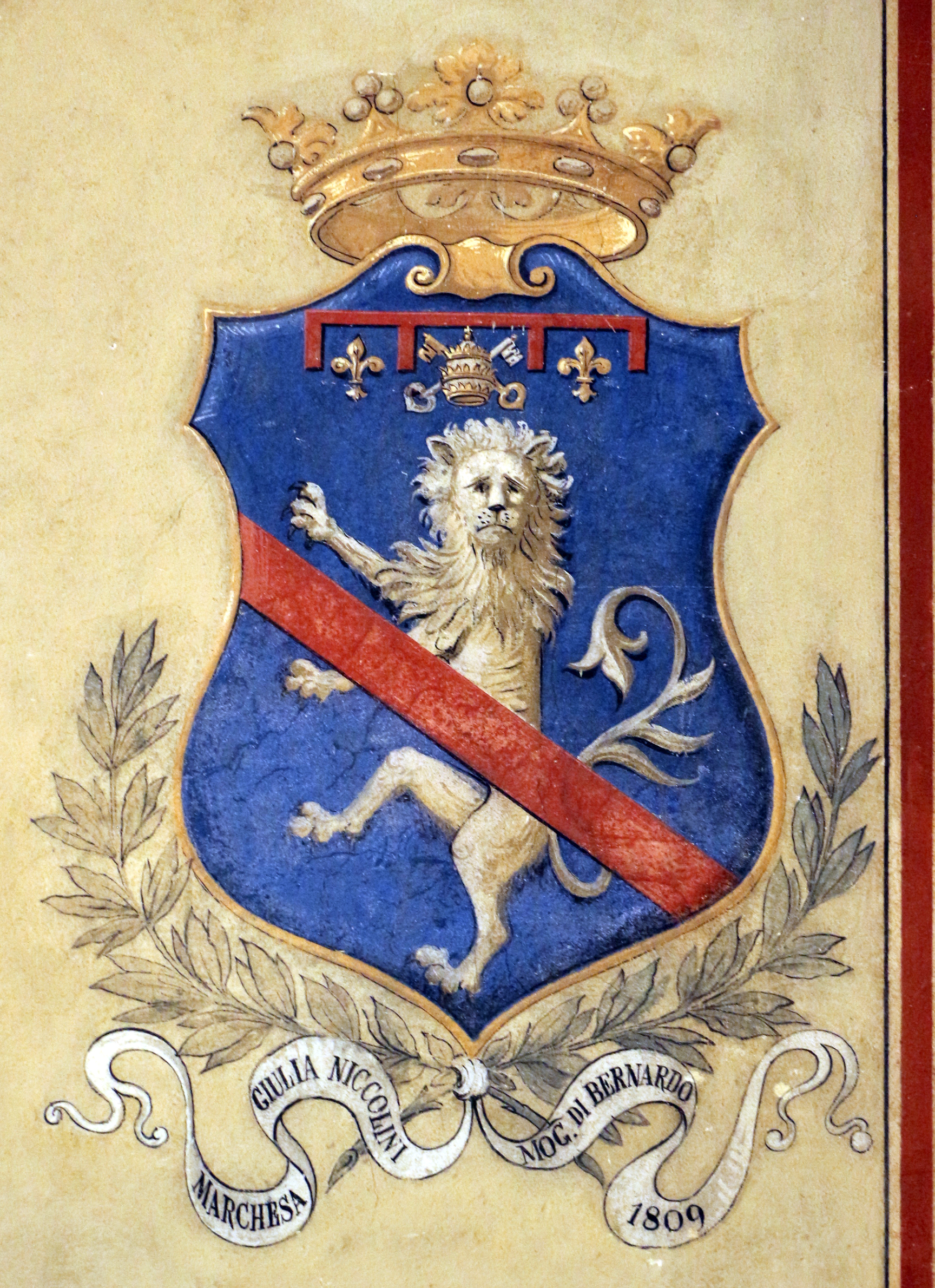
Wapenschild van de familie Niccolini

Niccolini groeide op in Florence, hoofdstad van het groothertogdom Toscane. Hij behoorde tot de patriciërsfamilie Niccolini die tot de invloedscirkel van De Medici behoorde. Zijn oom was Pietro Niccolini, aartsbisschop van Florence.
Niccolini studeerde af als doctor in beide rechten aan de universiteit van Pisa. Hij ging in dienst van de Pauselijke Staat. Hij was er achtereenvolgens legaat van Fabriano (1667), Camerino (1668) en Ascoli (1669) om ten slotte benoemd te worden tot vice-legaat van Avignon (1677). Van 1677 tot 1685 werkte Niccolini in Avignon onder het legaatschap van kardinaal Alderano Cybo-Malaspina (1613-1700).
Nadien was Niccolini in pauselijke diplomatieke dienst. Hiertoe werd hij eerst tot priester en tot aartsbisschop gewijd (november en december 1685). Zijn titel was aartsbisschop van Rhodos. Hij was apostolisch nuntius in Lissabon (1685-1690) bij het koninklijk hof van Portugal en in Versailles (1690-1692) bij de Zonnekoning. Hij overleed in Parijs in 1692.